# إدوين أو. سميث
إدوين أو. سميث هو أستاذ جامعي وسياسي أمريكي، ولد في 1871 في ألباني في الولايات المتحدة، وتوفي في 28 أكتوبر 1960 في ويليمانتيك في الولايات المتحدة بسبب نوبة قلبية. نشط حزبياً في الحزب الجمهوري. وقد انتخب رئيس ممثل (1908 – 1908) وانتخب عضو مجلس نواب كونيتيكت ‏ (1933 – 1960).